# Tomás Murphy y Alegría
Tomás Murphy y Alegría (Veracruz ? - Bélgica 1869), fue un agente mercantil, General de Comercio, Secretario de la Legación de Londres, ministro plenipotecario en Austria y representante en la Gran Bretaña. Estaba interesado en que las naciones reconocieran la Independencia de México, sobre todo Estados Unidos y Europa. Apoyaba a los conservadores y consideraba a los liberales como “instrumentos ciegos de las miras de Estados Unidos.”, también fue enviado de Maximiliano de Habsburgo.

## Nacimiento y estudios
Se tienen pocos datos acerca del nacimiento de Tomás Murphy y Alegría, "...en los diccionarios biográficos aparece su fecha de nacimiento en 1810, lo cual no es posible pues el primer documento que sobre él se encontró fue su nombramiento como oficial de la Legación de Londres, en 1824, por lo que no pudo haber tenido 14 años de edad cuando ocupó esa misión"
Nacido en Veracruz. Su padre fue el comerciante malagueño Tomás Murphy Porro, hijo de irlandés y de gibraltareña, llegado a Veracruz en 1791. Su madre fue Manuela Alegría y Yoldi, cuñada del virrey José de Azanza e hija del director de rentas y administrador general de la Caja de Veracruz.
Gracias a las conexiones de su esposa, Tomás Murphy padre, se hizo de una considerable fortuna al aprovechar una ventana de oportunidad comercial, así como de la membresía del consulado de Veracruz.
En 1811, Murphy padre, se afilió a la orden secreta de Los Guadalupes, y más tarde fue electo diputado por la provincia de México ante las Cortes españolas. 
La familia no regresó a México tras el fin de las Cortes de Cádiz.
Murphy hijo estuvo siempre observante, aprendiendo de la habilidad nata de su padre.

### Diplomático de la República Mexicana

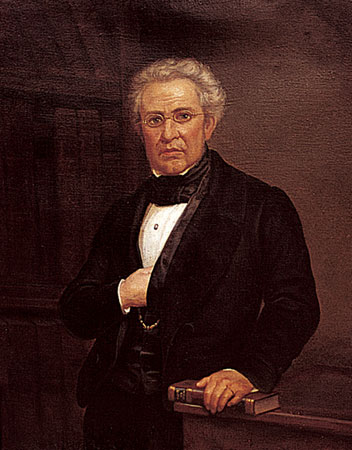
Lucas Alamán se valió de los servicios de Murphy para tratar que España reconociera la independencia de México

En 1823 se nombra a Murphy, que le permitía estar en contacto con las autoridades francesas. 
El 9 de septiembre de 1824 fue nombrado agente mercantil de la República en Inglaterra por Vicente Rocafuerte, embajador de México en Londres, que, en 1827, tuvo que ausentarse en sus labores diplomáticas por motivos de salud, y fue por ello que Tomás Murphy lo sustituyó.
En septiembre del mismo año hizo un viaje a Francia ahí sustituyó a su padre, quien debido a la ley de expulsión de los españoles en México durante el gobierno de Vicente Guerrero el 20 de diciembre de 1827, tuvo que ser reemplazado. 
La independencia de México aún no había sido reconocida por España, de hecho, España continuaba con la idea y el objetivo de reconquistar los territorios que le pertenecían, mientras tanto Murphy desde París informaba acerca de las expediciones hacia México que se planeaban por parte de España, Inglaterra y Francia. 
Fue en noviembre de 1828 cuando Tomás Murphy le informó a José María Bocanegra sobre la expedición española hacia México no era ya para reconquistar las colonias, sino para consolidar la Independencia. 
En septiembre de 1829 su padre muere en Tolosa, Reino de Francia, sin que Guerrero respondiera a su petición de permitirle volver a ver Veracruz.
Aproximadamente en 1830 volvieron a surgir rumores acerca de algunas expediciones de Madrid hacia México, ante estos rumores Lucas Alamán, le pidió a Murphy buscar el reconocimiento de Madrid usando la mediación del gobierno francés.
En junio Murphy le comunicó a Alamán que las noticias sobre las expediciones habían terminado, además de que propuso que se aumentaran los costos de importación a los productos que provenían de Francia, Inglaterra y España, todo esto para obligar a dichos gobiernos a aceptar la Independencia. 
En 1832, la Cámara de Senadores de México aprobó que Murphy fuera el encargado de negocios en las Cortes del Reino de Prusia, el Reino de Sajonia y otras partes de la Confederación Germánica sustituyendo a Fernando Mangino. Murphy permaneció en París debido a que quería estar seguro de que iba a ser recibido en aquellos países. El 11 de octubre le comunicaron que las Cortes de Berlín se opusieron a recibirlo, por lo que Murphy volvió a ser el encargado de negocios en Francia en abril de 1833.
En 1834 Murphy fue acusado por Máximo Garro de no querer regresar a México, de haberse quedado con 800 libras que se la habían dado para cubrir su viaje, así como de abuso de orden. En octubre de 1835 fue suspendido de sus funciones.
En febrero de 1839 el presidente Anastasio Bustamante lo nombró Secretario de la Legislación mexicana en Londres, Murphy se mantuvo ocupado en la deuda de México con Inglaterra, participando activamente en las negociaciones. 
Murphy intervino para concretar los nuevos préstamos, pero lo hizo desobedeciendo las órdenes que se enviaban de México por lo que los términos de las negociaciones eran únicamente de su conocimiento. Debido a esto, el 28 de abril de 1845, el presidente Gómez Farías hizo responsable totalmente a Murphy, y estas acciones llevaron a que quedará relegado de todo cargo.
En octubre de 1842 Santa Anna nombró a Murphy como enviado extraordinario y ministro plenipotenciario ante la Gran Bretaña.

### En el Segundo Imperio Mexicano

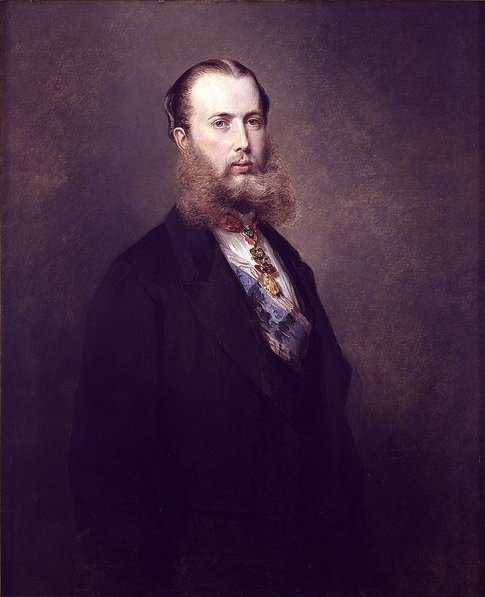
Maximiliano envió a Murphy a representar a su gobierno en el Imperio Austrohúngaro, en la corte de su hermano Francisco José

El Segundo Imperio Mexicano empieza con la entrada del archiduque Maximiliano de Habsburgo al país en junio de 1863.
En Prusia, "Una vez que concluyó su misión en Wagner, designó al barón de Magnus en mayo de 1865 como ministro. El representante mexicano fue Tomás Murphy acreditado también en la Confederación Germánica ..."
En agosto de 1864 fue enviado por el Imperio como enviado Extraordinario y Ministro plenipotenciario al Imperio Autrohúngaro. cargo que concluyó en octubre de 1865.
En Austria, hubo un convenio en 1864, de reclutamiento de voluntarios, entre Tomás Murphy y Johannes Bernard, ministro de Negocios Extranjeros. 
Después Murphy fue sustituido por Gregorio Barandiarán, que fue un gran logro en Austria.

## Deceso
Después de la caída del Imperio 1867, Benito Juárez ordenó que todos aquellos que hubieran sido servidores del Imperio fueran enviados a prisión. Tras este evento no se tiene registro de Murphy hasta su muerte en Bélgica en 1869.